# Olympique Gymnaste Club de Nice Côte d'Azur 2018-2019
Questa voce raccoglie le informazioni riguardanti l'Olympique Gymnaste Club de Nice Côte d'Azur nelle competizioni ufficiali della stagione 2018-2019.

## Maglie e sponsor
Lo sponsor tecnico per la stagione 2018-2019 è Macron.
| Manica sinistra · Manica sinistra · Maglietta · Maglietta · Manica destra · Manica destra · Pantaloncini · Pantaloncini · Calzettoni · Calzettoni | Manica sinistra · Manica sinistra · Maglietta · Maglietta · Manica destra · Manica destra · Pantaloncini · Pantaloncini · Calzettoni · Calzettoni | Manica sinistra · Manica sinistra · Maglietta · Maglietta · Manica destra · Manica destra · Pantaloncini · Pantaloncini · Calzettoni · Calzettoni |  |

## Rosa
| N. |                      | Ruolo | Calciatore          |
| -- | -------------------- | ----- | ------------------- |
| 1  | Tunisia (bandiera)   | P     | Mouez Hassen        |
| 3  | Francia (bandiera)   | D     | Gautier Lloris      |
| 5  | Francia (bandiera)   | D     | Adrien Tameze       |
| 6  | Francia (bandiera)   | C     | Rémi Walter         |
| 7  | Francia (bandiera)   | A     | Allan Saint-Maximin |
| 8  | Francia (bandiera)   | C     | Pierre Lees-Melou   |
| 10 | Francia (bandiera)   | A     | Mickaël Le Bihan    |
| 11 | Tunisia (bandiera)   | C     | Bassem Srarfi       |
| 12 | Senegal (bandiera)   | D     | Racine Coly         |
| 14 | Camerun (bandiera)   | A     | Ignatius Ganago     |
| 15 | Francia (bandiera)   | D     | Patrick Burner      |
| 16 | Martinica (bandiera) | P     | Yannis Clementia    |
| 18 | Francia (bandiera)   | A     | Ihsan Sacko         |
| 20 | Algeria (bandiera)   | D     | Youcef Atal         |

| N. |                      | Ruolo | Calciatore           |
| -- | -------------------- | ----- | -------------------- |
| 21 | Brasile (bandiera)   | C     | Danilo               |
| 23 | Francia (bandiera)   | D     | Malang Sarr          |
| 24 | Francia (bandiera)   | D     | Christophe Jallet    |
| 25 | Francia (bandiera)   | C     | Wylan Cyprien        |
| 26 | Francia (bandiera)   | A     | Myziane Maolida      |
| 27 | Francia (bandiera)   | C     | Jean-Victor Makengo  |
| 28 | Francia (bandiera)   | D     | Olivier Boscagli     |
| 29 | Martinica (bandiera) | D     | Christophe Hérelle   |
| 30 | Francia (bandiera)   | P     | Yoan Cardinale       |
| 31 | Brasile (bandiera)   | D     | Dante                |
| 33 | Francia (bandiera)   | A     | Hicham Mahou         |
| 34 | Francia (bandiera)   | C     | Albert Rafetraniaina |
| 40 | Argentina (bandiera) | P     | Walter Benítez       |

## Risultati

### Coppa di Francia
| Arbitro: | Delerue |

|                                                    |           |           |
| Diakité 40’ Gradel 45’ Dossevi 68’ Manu García 85’ | Marcatori | 48’ Sacko |

### Coppa di Lega

#### Turno preliminare
| Arbitro: | Varela |

|                                    |           |                                |
| Maolida 16’ Walter 41’, 80’ (rig.) | Marcatori | 56’ Dugimont 82’ Philippoteaux |

#### Fase finale
| Arbitro: | Lesage |

|                                |                      |                           |
| Lees-Melou Dante Walter Jallet | Tiri di rigore 1 – 3 | Mendy Eboa Eboa N'Gbakoto |